# Утешение незнакомцев
«Утешение незнакомцев» (англ. The Comfort of Strangers; другие названия — «Приют чужаков», «Комфорт странников», «В усладу путников») — фильм режиссёра Пола Шрёдера (США — Италия) 1990 года. Адаптация одноимённого романа британского писателя Иэна Макьюэна, вышедшего на русском языке в 2001 году под названием «Стоп-кадр». Премьера фильма состоялась на внеконкурсном показе Каннского кинофестиваля. 

## Сюжет
Возлюбленные Мэри и Колин после трёх лет совместной жизни решили ощутить прежние чувства, отправившись в повторное свадебное путешествие. Выбор пал на знакомую им по предыдущему посещению Венецию. Их взаимоотношения, давшие трещину ещё в Англии, не склеиваются; мелкие ссоры и незабытые обиды лишь усиливают разрыв между ними. Пара встречает странного героя, навязчиво предлагающего сиюминутную помощь и приятельство, для чего приглашает англичан к себе домой и знакомит со своей женой, не менее странной особой, чем он сам.

## Особенности
- Фабула фильма несколько отличается от сюжета романа, где Роберт и Кэролайн в конце исчезают, не оставив итальянской полиции никаких следов своего пребывания на земле[2]. В фильме использован приём обрамления, где воспоминания Роберта об отце звучат как в начале, так и в конце киноповествования.

- Художником по костюмам был Джорджо Армани[3].

## В ролях
- Руперт Эверетт — Колин
- Наташа Ричардсон — Мэри
- Кристофер Уокен — Роберт
- Хелен Миррен — Кэролайн